# 蒼鷺大廈
51°30′58″N 0°4′51″W / 51.51611°N 0.08083°W

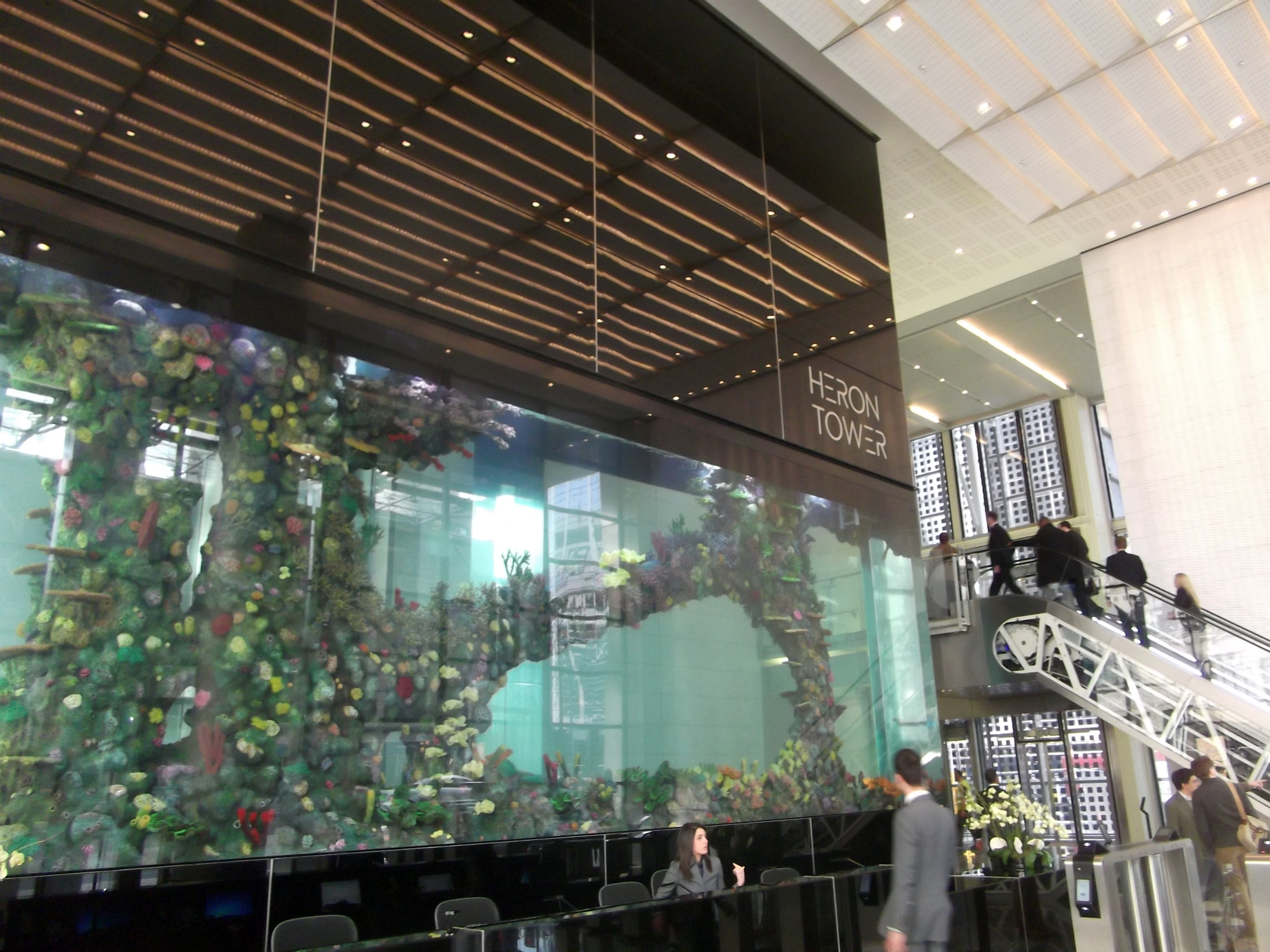
蒼鷺塔大廳裡的巨大水族箱

蒼鷺大廈（Heron Tower），正式名称为主教門110號（110 Bishopsgate），是倫敦第五高建築、英國第五高樓，高達230（750英尺）。 因為坐落於主教門，因而正式名稱是主教門110號（110 Bishopsgate）。
蒼鷺塔始建於2007年，歷時四年完工，由Heron International持有，該公司在2014年5月將大樓的第六層賣給了Salesforce.com，同時後者也買下了大樓的命名權，曾想將其改名為Salesforce Tower，但这一提议遭伦敦市政府否决。

## 外部連結
- Official Heron Tower website （页面存档备份，存于）
- Project page of Skanska （页面存档备份，存于）
- Video of Heron Tower on YouTube （页面存档备份，存于）

| 紀錄             | 紀錄                           | 紀錄      |
| ---------------- | ------------------------------ | --------- |
| 前任： 42塔 183m | 倫敦市最高建築 2010年至今 230m | 繼任： 無 |